# Susanne Bei der Wieden

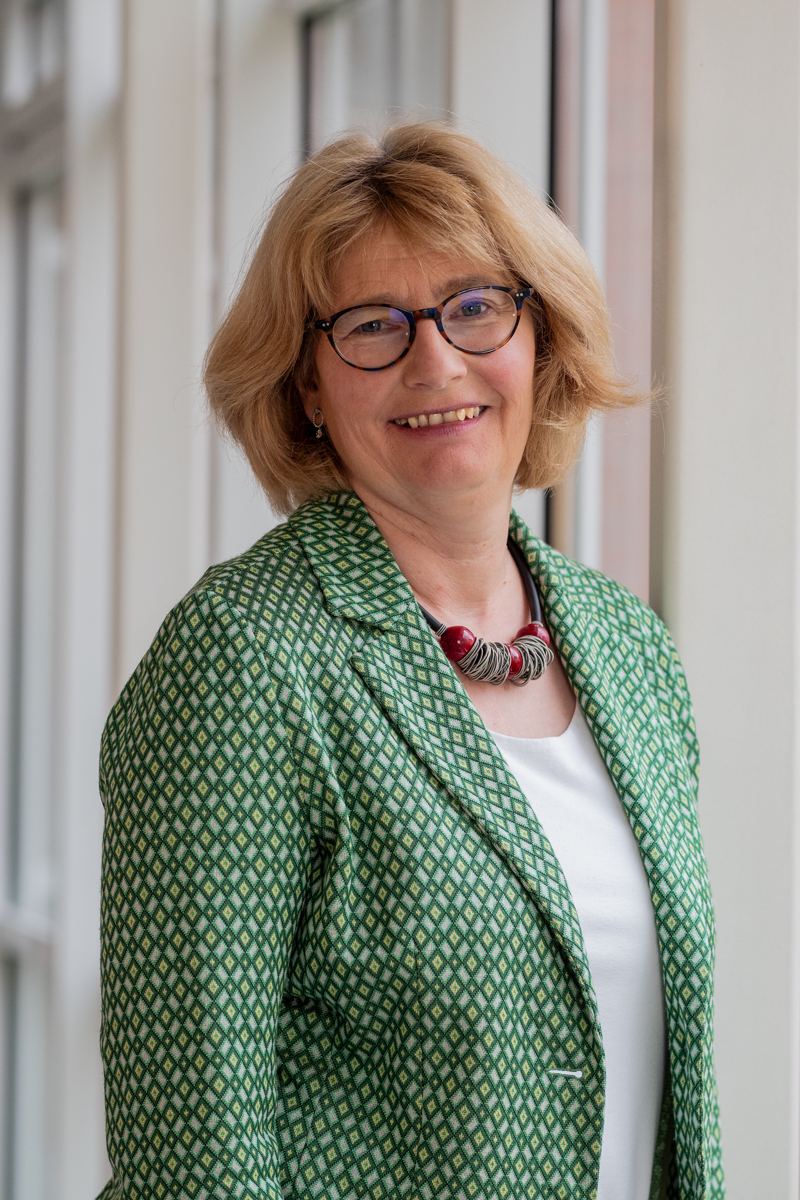
Susanne Bei der Wieden, evangelisch-reformierte Kirchenpräsidentin

Susanne Bei der Wieden (* 1966 in Darmstadt) ist eine deutsche evangelische Theologin. Im März 2021 wurde sie zur Kirchenpräsidentin der Evangelisch-reformierten Kirche gewählt, einer von 20 Gliedkirchen (Landeskirchen) der Evangelischen Kirche in Deutschland (EKD). Sie wurde am 4. September 2021 in ihr Amt eingeführt.
Bei der Wieden studierte in Wuppertal und Göttingen Evangelische Theologie. 1997 wurde sie an der Georg-August-Universität Göttingen aufgrund einer Dissertation über Luthers Predigten des Jahres 1522 promoviert. Nach dem Theologischen Examen, das sie in der Evangelischen Kirche von Westfalen absolvierte, war sie Vikarin in Kinzenbach bei Gießen. Von 1999 bis 2003 war sie Dozentin am Seminar für pastorale Ausbildung in Wuppertal. Ab 2003 war sie Pfarrerin der evangelisch-reformierten Kirchengemeinde Frankfurt am Main, ab 2010 auch stellvertretende Präses der Kirchensynode der Evangelischen Kirche in Hessen und Nassau. Am 4. März 2021 wählte die Synode der Evangelisch-reformierten Kirche sie zur Nachfolgerin von Martin Heimbucher, der Ende Juli 2021 als Kirchenpräsident in den Ruhestand trat. Am 4. September 2021 wurde sie mit einem Gottesdienst in ihr neues Amt eingeführt.
Am 11. November 2024 wurde sie zum Mitglied des Rates der Evangelischen Kirche in Deutschland gewählt.
Susanne Bei der Wieden ist verheiratet und hat eine erwachsene Tochter.